# Muntura Samsung NX
La muntura Samsung NX, introduïda el gener de 2010, està dissenyada pel seu ús amb càmeres sense mirall d'objectius intercanviables APS-C, com la Samsung NX 10, la primera de la sèrie.
Està dissenyada per al seu ús amb un sensor d'imatge APS-C i compta amb un factor de retall d'1.54x. Té una distància de brida de 25.5mm i un diàmetre intern de 42mm.
Les lents Samsung NX (amb algunes excepcions) inclouen i-Function (iFn), que permet controlar diversos paràmetres de la càmera mitjançant un anell i un botó a la lent. Les càmeres NX5 i NX10 admeten iFn des del firmware 1.10 i 1.20 respectivament, mentre que tots els models posteriors admeten iFn de manera nativa.
El 2015, Samsung va presentar la seva última càmera amb objectius intercanviables, la NX500.

## Esquema de noms de les càmeres amb muntura NX

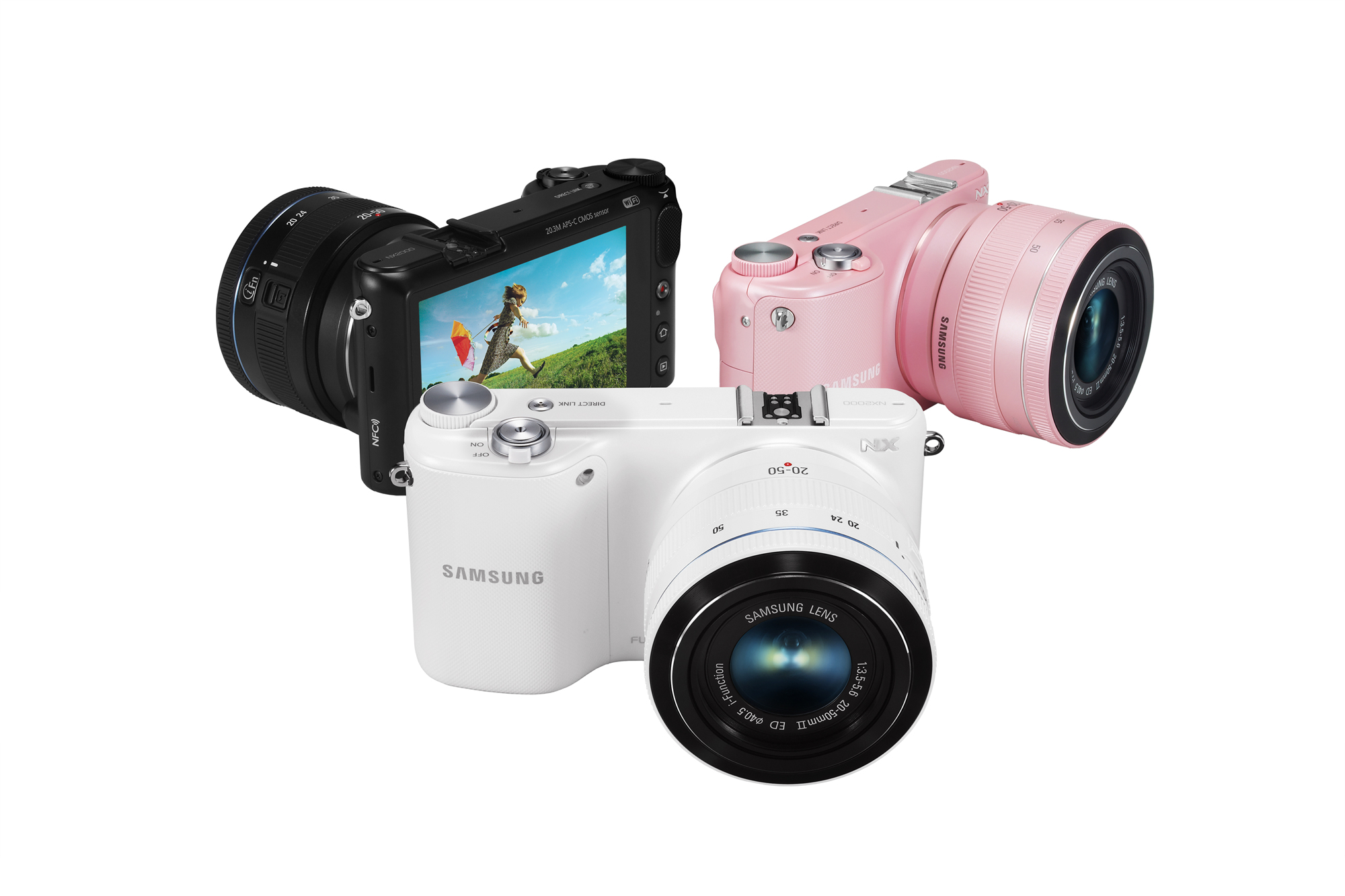
Samsung NX2000

## Esquema de noms de les càmeres amb muntura NX[4]
| Model     | Any  |
| --------- | ---- |
| NX10      | 2010 |
| NX5       | 2010 |
| NX100     | 2010 |
| NX11      | 2010 |
| NX200     | 2011 |
| NX20      | 2012 |
| NX210     | 2012 |
| NX1000    | 2012 |
| NX300     | 2013 |
| NX1100    | 2013 |
| NX2000    | 2013 |
| Galaxy NX | 2013 |
| NX30      | 2014 |
| NX3000    | 2014 |
| NX1       | 2014 |
| NX500     | 2015 |

## Sigles
Igual que tots els altres fabricants d'objectius, Samsung també usa un conjunt de sigles per a designar aspectes bàsics de cada objectiu:
- ED (Extra-low Dispersion): Incorpora lents de vidre de baixa dispersió
- Fisheye: Objectiu ull de peix
- OIS (Optical Image Stabilizer): Sistema d'estabilitzador d'imatge incorporat a l'objectiu
- Pancake: Objectiu de mida reduïda[6]
- Power Zoom: Control de zoom motoritzat
- S: Gamma premium
- SSA (Super Sonic Actuator): Motor d'enfocament ultrasònic, el qual és més ràpid i silenciós

## Objectius

### Objectius fixos
| Distància focal | Obertura | Any  | Distància mínima d'enfoc | IS | Diametre de filtre |
| --------------- | -------- | ---- | ------------------------ | -- | ------------------ |
| 10mm            | 3.5      | 2013 | 0.09m                    | No | -                  |
| 16mm            | 2.4      | 2011 | 0.18m                    | No | 43mm               |
| 20mm            | 2.8      | 2010 | 0.17m                    | No | 43mm               |
| 30mm            | 2.0      | 2010 | 0.25m                    | No | 43mm               |
| 45mm            | 1.8      | 2012 | 0.45m                    | No | 43mm               |
| 45mm            | 1.8      | 2013 | 0.50m                    | No | 43mm               |
| 60mm macro      | 2.8      | 2011 | 0.19m                    | Sí | 52mm               |
| 85mm            | 1.4      | 2011 | 0.82m                    | No | 67mm               |

### Objectius zoom

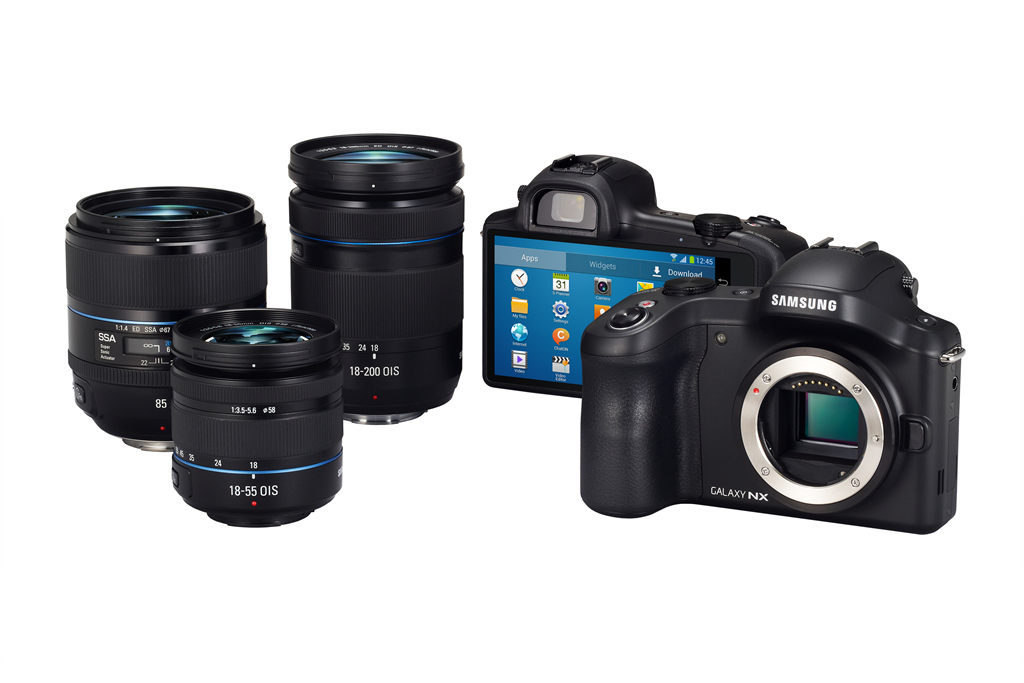
Samsung Galaxy NX amb varis objectius

| Distància focal | Obertura  | Any  | Distància mínima d'enfoc | IS | Diametre de filtre |
| --------------- | --------- | ---- | ------------------------ | -- | ------------------ |
| 12-24mm         | 4.0 - 5.6 | 2012 | 0.24m                    | No | 58mm               |
| 16-50mm         | 3.5 - 5.6 | 2014 | 0.28m                    | Sí | 43mm               |
| 16-50mm         | 2.0 - 2.8 | 2014 | 0.30m                    | Sí | 72mm               |
| 18-55mm         | 3.5 - 5.6 | 2010 | 0.28m                    | Sí | 58mm               |
| 18-55mm         | 3.5 - 5.6 | 2010 | 0.28m                    | Sí | 58mm               |
| 18-55mm         | 3.5 - 5.6 | 2013 | 0.28m                    | Sí | 58mm               |
| 18-200mm        | 3.5 - 6.3 | 2011 | 0.50m                    | Sí | 67mm               |
| 20-50mm         | 3.5 - 5.6 | 2010 | 0.28m                    | No | 40.5mm             |
| 50-150mm        | 2.8       | 2014 | 0.70m                    | Sí | 72mm               |
| 50-200mm        | 4.0 - 5.6 | 2010 | 0.98m                    | Sí | 52mm               |
| 50-200mm        | 4.0 - 5.6 | 2011 | 0.98m                    | Sí | 52mm               |
| 50-200mm        | 4.0 - 5.6 | 2011 | 0.98m                    | Sí | 52mm               |

## Terceres marques
En ser una gamma de càmeres i objectius que no va durar molts anys al mercat, poques marques van fabricar objectius amb aquesta muntura. En el seu moment van existir els següents objectius, fora de la gamma de Samsung:
- Holga
- Lensbaby
- Samyang